# Buttes
Pour les articles homonymes, voir Butte.
Buttes est une localité de la commune de Val-de-Travers et une ancienne commune suisse du canton de Neuchâtel, située dans la région Val-de-Travers. 
Elle a fusionné le 1er janvier 2009 avec Boveresse, Couvet, Fleurier, Les Bayards, Môtiers, Noiraigue, Saint-Sulpice et Travers pour former la commune de Val-de-Travers.

Buttes est une localité suisse traversée par la Route de l'absinthe, itinéraire culturel et touristique reliant Pontarlier à Noiraigue dans le Val-de-Travers.

Vue aérienne (1950)

## Population
La population de la commune a été réduite de moitié depuis son apogée, en 1870, passant 1436 à 601 habitants[réf. nécessaire]. 

## Vie religieuse
Buttes est une commune protestante, dont le premier pasteur fut Thomas Petitpierre[réf. nécessaire]. Le temple, du fait de sa situation, domine le village ; il a été bâti en 1705 sur l'emplacement d'une ancienne chapelle dédiée à saint Maurice. Son clocher, bâti en hors-d'œuvre, a été adjoint à l'édifice en 1854. Le pommeau de la girouette culmine à près de 35 m du sol. Une galerie extérieure fait le tour de la flèche et permet d'admirer les alentours à 360°. Les vitraux dont le Temple est doté ont été installés en 1948-49.

## Population

### Gentilé et surnom
Les habitants de la commune se nomment les Butterans.
Ils sont surnommés les Reculés, la commune étant située à l'extrémité du Val de Travers.

### Démographie
| 1436                    | 594 | 647 |
| Évolution démographique |     |     |

## Lieux et monuments
- Musée "La mémoire du sel"
- Station de ski de la Robella, télésiège
- Alpine Coaster (luge sur rail) : la Luge Féeline
- Fête du sel qui a lieu le 1er week-end de septembre